# 亚硒酸钍
亚硒酸钍是一种无机化合物，化学式为Th(SeO3)2。它的一水合物和八水合物是已知的，其中，一水合物在428~515 K分解为无水物。

## 制备
亚硒酸钍可由硝酸钍、二氧化硒和硝酸钠在水中于220 °C进行水热反应得到，Th/Se/Na=1:3:5时，得到α相的产物，该比例为1:1:3时，得到β相的产物。
硝酸钍和镧系元素盐类的混合物在水热条件下和二氧化硒反应，会选择性地结晶出亚硒酸钍。